# Monique Hagen
Monique Hagen (Leiden, 18 november 1956) is een Nederlands presentatrice en auteur van kinderboeken. Zij was vijftien jaar lang presentatrice van Het Klokhuis.

## Jonge jaren
Monique Hagen was de oudste in een gezin van zes kinderen. In haar jeugd las zij veel sprookjes voor aan haar broertjes en zusjes. Tijdens haar jeugd heeft ze ook haar toekomstige man Hans Hagen leren kennen. In 1977 haalde zij haar diploma kleuterleidster (de KLOS) aan de Kees Boekeschool in Bilthoven. Hierna ging zij naar de Academie voor Expressie door Woord en Gebaar in Utrecht waar zij in 1981 haar diploma behaalde. Met twee medestudenten en Hans Hagen richtte zij vervolgens jeugdtheatergroep Stennis op. Tot 1984 gaven ze voorstellingen en drama-projecten op zo'n 200 scholen in het voortgezet onderwijs. Tevens schreef ze voor het jeugdtijdschrift Taptoe. In dat jaar kreeg ze samen met Hans ook een dochter, Imme. Imme was aanleiding en inspiratiebron voor Hans en haar om samen poëzie voor peuters en kleuters te gaan schrijven zoals Ik zie lichtjes in je ogen en Jij bent de liefste. Ook maken ze prentenboeken, waaronder Banaan en De opruimspin.

## Het Klokhuis
In 1987 schreef Monique een sollicitatiebrief naar Sesamstraat. Ze kreeg een brief terug met de melding dat men momenteel niemand nodig had, maar dat er binnenkort een nieuw programma op tv zou verschijnen, en dat ze het daar maar eens moest proberen. Dit deed Monique en vervolgens werd zij uit ongeveer 1500 mensen samen met vier anderen gekozen om het NPS-programma Het Klokhuis te presenteren. Daarmee werd zij een van de oprichters van het programma. Vijftien jaar lang is zij een van de gezichten van dit programma geweest. In 2003 besloot de programmaleiding van de NPS dat zij niet meer paste in het team van presentatoren omdat je volgens hen daarvoor de uitstraling van een buurjongen of -meisje moet hebben, wat Monique na 15 jaar niet meer had. Monique zelf vond zich nog helemaal niet te oud en voelde zich nog erg thuis bij het programma. Dat zij niet de enige was die er zo over dacht bleek uit de 2000 protesten die bij de NPS binnenkwamen. Deze reacties brachten de NPS echter niet op andere gedachten en op 14 maart 2003 was haar laatste opname, die op 16 oktober 2003 werd uitgezonden. De 2000 reacties beschouwt Monique als een mooi afscheidscadeau en heeft ze in een map bewaard.

## Schrijver
In de loop der jaren heeft zij samen met haar man Hans Hagen verscheidene boeken geschreven.

### Poëzie
| Jaar | Titel                                                                                        | Illustrator            | Prijzen                                                                    | Vertalingen                                                    |
| ---- | -------------------------------------------------------------------------------------------- | ---------------------- | -------------------------------------------------------------------------- | -------------------------------------------------------------- |
| 1988 | Daar komt de tijger                                                                          | Marit Törnqvist        |                                                                            |                                                                |
| 1990 | Misschien een olifant                                                                        | Marit Törnqvist        | Pluim van de Maand, november 1990                                          |                                                                |
| 2000 | Jij bent de liefste                                                                          | Marit Törnqvist        | Pluim van de Maand september 2000 Glimworm en Kinderboekwinkelprijs (2001) | Japan Duits (Wie sehr ich dich mag) Zweeds (Du är det finaste) |
| 2001 | Ik zie lichtjes in je ogen (verzamelbundel van Daar komt de tijger en Misschien een olifant) | Marit Törnqvist        |                                                                            |                                                                |
| 2013 | Ik zoek een woord: 167 gedichten over taal om van A tot Z te verslinden (bloemlezing)        | Deborah van der Schaaf |                                                                            |                                                                |
| 2015 | Nooit denk ik aan niets                                                                      | Charlotte Dematons     | Zilveren Griffel 2016                                                      |                                                                |

### Prentenboeken
| Jaar | Titel          | Illustrator     | Vertalingen |
| ---- | -------------- | --------------- | --- |
| 1994 | Banaan         | Sandra Klaassen | Arabisch (al-Mawza) (alleen in NL verkrijgbaar) Papiamentu (Bakoba) (alleen in NL verkrijgbaar) Turks (Muz) (alleen in NL verkrijgbaar)                                                                                    |
| 1994 | De Opruim-spin | Sandra Klaassen | Arabisch (al-'Ankab¯ut al-muna.z.zima) (alleen in NL verkrijgbaar) Papiamentu (E araña limpiadó) (alleen in NL verkrijgbaar) , Turks (Çekidüzen-örümcek) (alleen in NL verkrijgbaar) Engels (Amerika) (The Tidy-up Spider) |
| 2017 | Dag poes!      | Mies van Hout   | |

### Informatieve boeken
| Jaar | Titel           | Illustrator   |
| ---- | --------------- | ------------- |
| 2005 | Het paardenboek | Philip Hopman |

### Vertalingen
| Jaar | Titel                         | Oorspronkelijke titel | Auteur                             | Genre                            |
| ---- | ----------------------------- | --------------------- | ---------------------------------- | -------------------------------- |
| 1991 | Kwekkie kwek-kwak!            | Quacky quack-quack    | Ian Whybrow                        | Jeugdboek, verhalen              |
| 1992 | Een droom achterna            | Follow the dream      | Peter Sis                          | Prentenboek                      |
| 1994 | De pony van Kiko              |                       | Antoon Krings, Grégoire Solotareff | Prentenboek                      |
| 1994 | De eekhoorn van Kiko          |                       | Antoon Krings, Grégoire Solotareff | Prentenboek                      |
| 1994 | De poes van Kiko              |                       | Antoon Krings, Grégoire Solotareff | Prentenboek                      |
| 1994 | De hond van Kiko              |                       | Antoon Krings, Grégoire Solotareff | Prentenboek                      |
| 1994 | Raadselrondje over de zee     |                       | Grégoire Solotareff, Alain Le Saux | Prentenboek                      |
| 1994 | Raadselrondje over ridders    |                       | Grégoire Solotareff, Alain Le Saux | Prentenboek                      |
| 1994 | Raadselrondje grappige dieren |                       | Grégoire Solotareff, Alain Le Saux | Prentenboek                      |
| 1994 | Raadselrondje dierengeluiden  |                       | Grégoire Solotareff, Alain Le Saux | Prentenboek                      |
| 1994 | Kwizzebiz                     |                       | Grégoire Solotareff, Alain Le Saux | Prentenboek                      |
| 2003 | Onder het bed                 | Under the bed         | Paul Bright; Ben Cort              | Prentenboek, jeugdboek, verhalen |

### Overig
Hans en Monique schreven voor het boek Een huis vol beren (1993) van Paul Biegel het verhaal Bol, de beer die een das was. Voor het boek Vreemde gasten: tien families in een huis (1994) schreven zij het eerste en laatste verhaal, en de stukjes die de verhalen van de overige auteurs verbinden.
Verder werkte Monique nog mee aan het werkcahier leren en leervaardigheden (2002) en Doodeng? (2003) een jeugdboek uitgegeven door uitvaartcentrum Yarden.

## Overig werk
Naast haar activiteiten als presentatrice van Het Klokhuis en schrijfster bezoekt ze samen met Hans ook regelmatig Nederlandse scholen in binnen- en buitenland om lezingen te geven voor ouders en leerkrachten, werkt ze met kinderen aan en over gedichten, en vertelt ze in de bovenbouw van de basisscholen over haar tijd bij Het Klokhuis en hoe het programma gemaakt wordt. Het leuke aan deze schoolbezoeken vindt Hagen dat ze op deze manier contact houdt met de kinderen voor wie ze werkt en zo goed weet wat de kinderen bezighoudt en wat ze belangrijk vinden. Inmiddels heeft ze in Singapore, Jakarta, Tanzania, Kenia, Egypte, Curaçao, Bonaire, Brussel, Boedapest, Bazel en Parijs gewerkt.
Verder presenteert en redigeert ze programma's of voorlichtingsfilms voor bedrijven, ministeries en instellingen zoals de Stichting Vredeseducatie, het Wilhelmina Kinderziekenhuis of de politie Amsterdam. Ook presenteert ze regelmatig live-evenementen, zoals Het Poetry International Kinderfestival in Rotterdam en heeft ze scènes voor Sesamstraat geschreven.
Haar grootste hobby is duiken omdat de wereld onder water zo prachtig en kleurig is.

## Bestseller 60
| Boeken met noteringen in de Nederlandse Bestseller 60 | Jaar van verschijnen | Datum van binnenkomst | Hoogste positie | Aantal weken | Opmerkingen                                                                                   |
| ----------------------------------------------------- | -------------------- | --------------------- | --------------- | ------------ | --------------------------------------------------------------------------------------------- |
| Jij bent de liefste                                   | 2000                 | 12-02-2003            | 22              | 16           | in samenwerking met Hans Hagen                                                                |
| Van mij en van jou                                    | 2007                 | 08-10-2008            | 30              | 2            | in samenwerking met Hans Hagen                                                                |
| Nooit denk ik aan niets                               | 2015                 | 01-03-2015            | 39              | 3            | in samenwerking met Hans Hagen                                                                |
| Dag poes!                                             | 2017                 | 02-10-2017            | 17              | 6            | in samenwerking met Mies van Hout, Bette Westera, Hans Hagen, Koos Meinderts en Sjoerd Kuyper |
| Jij bent de liefste                                   | 2025                 | 15-01-2025            | 58              | 1            | in samenwerking met Hans Hagen / jubileum editie                                              |